# Посольство Северной Македонии в России
Посольство Северной Македонии в Российской Федерации — дипломатическая миссия Северной Македонии в России, расположена в Москве в Академическом районе на улице Дмитрия Ульянова.
- Адрес посольства: 117292, Москва, улица Дмитрия Ульянова, 16, корпус 2, (подъезд 8, офис 509—510).
- Чрезвычайный и Полномочный Посол Северной Македонии в Российской Федерации — Ненад Колев (прибыл 10 ноября 2022 года).

## Дипломатические отношения
Россия признала Республику Македонию под её конституционным наименованием 4 августа 1992 года. Дипломатические отношения между Россией и Республикой Македонией установлены 31 января 1994 года.

## Послы Республики Македонии/Северной Македонии в России
- Гане Тодоровски (1995—1999)
- Димитар Димитров (2000—2003)
- Ристо Никовски (2003—2006)
- Златко Лечевски (2006—2009)
- Илия Исайловски (2009—2014)
- Гоце Караянов (2015—2022)
- Ненад Колев (с 2022)